# Sérvia nos Jogos Olímpicos de Inverno de 2010

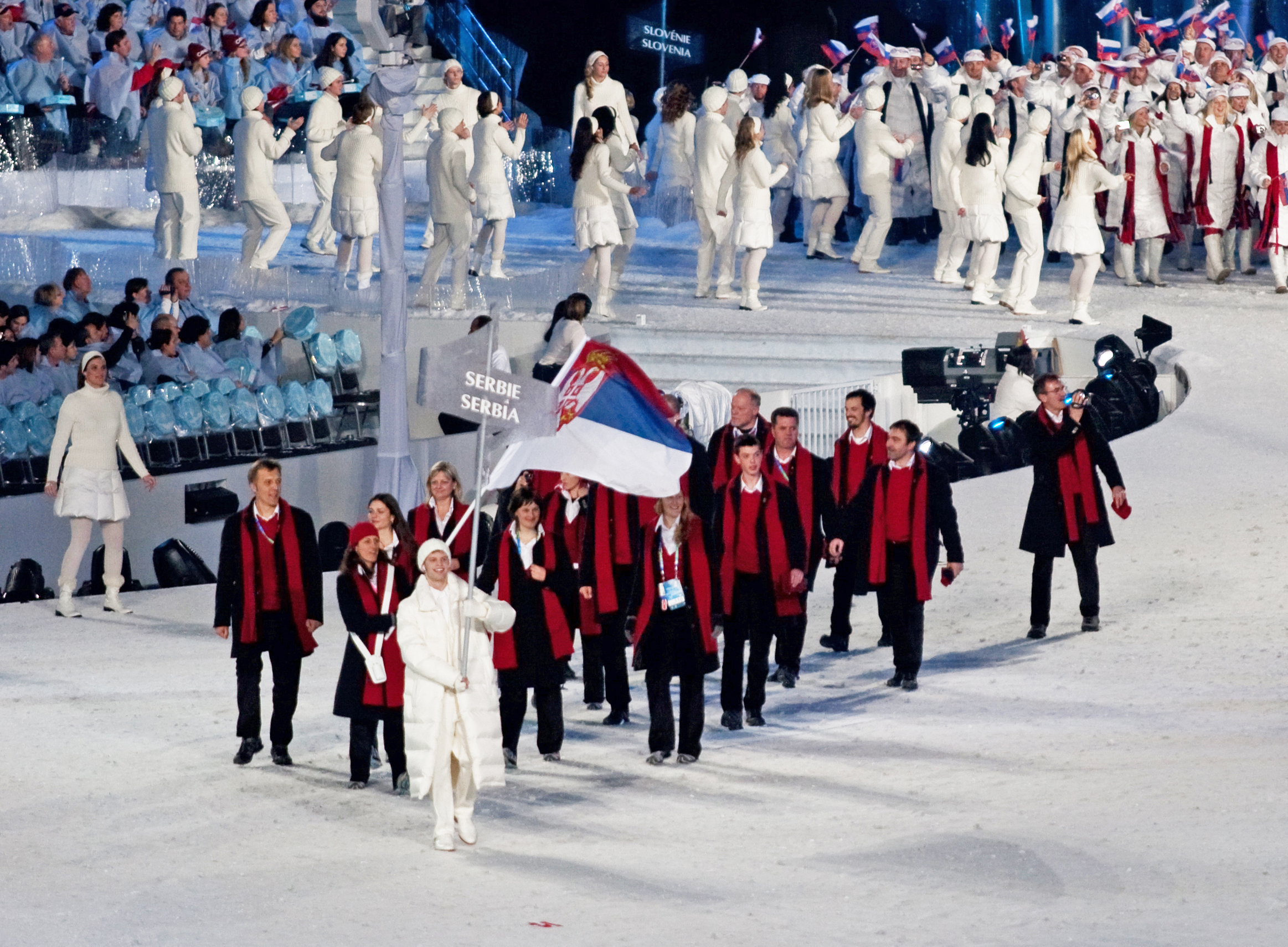
Delegação sérvia durante a cerimônia de abertura.

A Sérvia participou dos Jogos Olímpicos de Inverno de 2010, realizados na cidade de Vancouver, no Canadá. Foi a primeira aparição como país independente em Olimpíadas de Inverno, após competir como Sérvia e Montenegro em 2006 e anteriormente como Iugoslávia.

## Desempenho

### Biatlo
Masculino
| Atleta           | Evento     | Tempo   | Penalties   | Pos. |
| ---------------- | ---------- | ------- | ----------- | ---- |
| Milanko Petrović | Individual | 59:44.0 | 7 (2+1+2+2) | 87º  |
| Milanko Petrović | Velocidade | 28:38.9 | 4 (1+3)     | 81º  |

### Bobsleigh
| Atletas                                                    | Evento             | Final      | Final      | Final      | Final      | Final   | Final |
| Atletas                                                    | Evento             | 1ª corrida | 2ª corrida | 3ª corrida | 4ª corrida | Total   | Pos.  |
| ---------------------------------------------------------- | ------------------ | ---------- | ---------- | ---------- | ---------- | ------- | ----- |
| Vuk Rađenović Igor Šarčević Miloš Savić Slobodan Matijević | Equipes masculinas | 52.37      | 52.40      | 52.84      | 52.74      | 3:30.35 | 18º   |

### Esqui alpino
Feminino
| Atleta            | Evento         | Corrida 1 | Corrida 2 | Total   | Pos. |
| ----------------- | -------------- | --------- | --------- | ------- | ---- |
| Jelena Lolović    | Slalom         | 1:05.67   | DNS       | DNS     | DNS  |
| Jelena Lolović    | Slalom gigante | 1:20.03   | 1:14.51   | 2:34.54 | 33º  |
| Jelena Lolović    | Super-G        |           |           | 1:26.67 | 30º  |
| Nevena Ignjatović | Slalom         | 55.27     | 55.21     | 1:50.48 | 32º  |
| Nevena Ignjatović | Slalom gigante | 1:20.04   | 1:17.47   | 2:37.51 | 39º  |
| Nevena Ignjatović | Super-G        |           |           | DNF     | DNF  |
| Marija Trnčić     | Slalom         | DNF       | DNF       | DNF     | DNF  |

### Esqui cross-country
Feminino
| Atleta         | Evento      | Final   | Final |
| Atleta         | Evento      | Total   | Pos.  |
| -------------- | ----------- | ------- | ----- |
| Belma Šmrković | 10 km livre | 35:47.4 | 77º   |

Masculino
| Atleta         | Evento      | Final   | Final |
| Atleta         | Evento      | Total   | Pos.  |
| -------------- | ----------- | ------- | ----- |
| Amar Garibović | 15 km livre | 40:12.0 | 80º   |

Legenda
| Recorde mundial      | Recorde mundial (World record)               |                       | Recorde africano                      | Recorde africano (African) |                                           | Q | Classificado por posição (Qualified) |
| Recorde olímpico     | Recorde olímpico (Olympic record)            | Recorde da América    | Recorde da América (Americas)         | q                          | Classificado por melhor tempo (Qualified) |   |                                      |
| Melhor marca do ano  | Melhor marca do ano (World leading)          | Recorde asiático      | Recorde asiático (Asian)              | DNS                        | Não largou (Did not start)                |   |                                      |
| Recorde nacional     | Recorde nacional (National record)           | Recorde europeu       | Recorde europeu (European)            | DNF                        | Não terminou (Did not finish)             |   |                                      |
| Recorde pessoal      | Recorde pessoal do atleta (Personal best)    | Recorde da Oceania    | Recorde da Oceania (Oceania)          | DSQ / DQ                   | Desclassificado (Disqualified)            |   |                                      |
| Recorde da temporada | Recorde da temporada do atleta (Season best) | Recorde sul-americano | Recorde sul-americano (South America) | NM                         | Sem marca (No mark)                       |   |                                      |